# Гордон (Тексас)
Гордон (енгл. Gordon) град је у америчкој савезној држави Тексас. По попису становништва из 2010. у њему је живело 478 становника.

## Демографија
Према попису становништва из 2010. у граду је живело 478 становника, што је 27 (6,0%) становника више него 2000. године.
| Група             | 2000.       | 2010.       |
| Белци             | 419 (92,9%) | 441 (92,3%) |
| Афроамериканци    | 0 (0,0%)    | 0 (0,0%)    |
| Азијати           | 0 (0,0%)    | 5 (1,0%)    |
| Хиспаноамериканци | 23 (5,1%)   | 27 (5,6%)   |
| Укупно            | 451         | 478         |